# 张焕秋
张焕秋（1962年12月—），男，汉族。中共党员，中央党校大学学历。中华人民共和国政治人物。

## 简历
曾任九台市委副书记、市长，农安县委副书记、县长、县委书记，长春经济技术开发区管委会副主任、主任。2013年5月，任中共吉林省委副秘书长、办公厅主任。2014年12月，任中共吉林市委副书记、代市长（2015年1月当选市长）。2017年4月，任中共吉林市委书记。2018年1月，任吉林省人大常委会副主任。2023年1月，换届不再担任吉林省人大常委会副主任，但继续担任吉林省人大常委会党组成员。